# Ігрова механіка
Ігрова механіка (англ. game mechanics) — набір правил і способів, який реалізує певним чином деяку частину інтерактивної взаємодії гравця і гри. Вся множина ігрових механік гри формує конкретну реалізацію її ігрового процесу.

## Опис
Точного визначення терміна немає, але думки сходяться в тому, що ігровий процес (геймплей) описує гру в загальному випадку, а ігрові механіки дозволяють конкретно реалізувати те, як гра функціює. Наприклад, геймдизайнер може сформулювати колегам геймплей як «гравець використовує багато різних машин (автомобілі, мотоцикли, вантажівки, танки тощо) для того, щоб утекти від поліції», але при цьому не розповісти про те, як конкретно він це робить. Як наслідок, якщо він пояснить таким чином, що потрібно зробити іншим розробникам, то замість Grand Theft Auto може вийти перегонова гра. Для досягнення своєї мети геймдизайнер має розповісти точніше і формалізованіше про ті сутності, які він задумав, і сюди входить як конкретний опис елементів ігрового світу, так і те, як гравець з ним взаємодіє. Подання ігрового процесу в термінах ігрових механік дозволяє не тільки успішніше вирішувати питання комунікації в команді, а й формалізувати, тестувати і покращувати ігровий процес під час його розробки.
Річард Раус наводить такі приклади ігрових механік: у грі Crash Bandicoot ігрова механіка нападу в стрибку (англ. attack-jump) виконується натиском кнопки «вниз» або «повзти» тоді, коли герой перебуває в стрибку; механіка відсилання юніта на нове місце в грі Warcraft виконується клацанням лівою кнопкою миші на юніті, переміщенням вказівника на бажане місце призначення, і натисканням правої кнопки миші.
Низка підходів до визначення ігрових механік розділяє такі поняття, як правила гри (як моделюється ігровий світ) і дії, доступні гравцеві (способи взаємодії гравця із цим світом). У цих випадках під ігровою механікою розуміється останнє — множина дій і способів, доступних гравцеві. Разом з тим є визначення, що використовують обидва ці поняття: «будь-яка частина системи правил гри, яка покриває один і тільки один спосіб інтерактивної взаємодії, що відбувається під час гри; може бути як загальною, так і специфічною… всі механіки в сукупності задають правила гри».
Одним з підходів є опис у термінах об'єктів і їх методів, або агентів. Тут ігрова механіка є дією, яка відбувається над системою в якомусь стані. Тобто ігрова механіка визначається як «методи, які викликаються агентами» або «методи, спроєктовані для інтерактивної взаємодії зі станом гри». У цьому випадку ігрові механіки описуються дієсловами: бігти, стрибати, стріляти, їхати верхи, перезарядити зброю, віддати наказ, поміняти зброю, поглянути на деяке місце тощо.

## Класифікація
Для опису ігрового процесу розрізняють поняття головної ігрової механіки (англ. core game mechanics, «ядро» геймплею), а також поняття основних (англ. primary) і другорядних (англ. secondary). Головна ігрова механіка подає опис дій, які гравець виконує знову і знову протягом усієї гри (стрибки в платформері). Основні включають усі механіки, доступні гравцю під час усієї гри (стрибки в шутері) або такі, що стають доступними на ранніх стадіях гри (для Grand Theft Auto це стрілянина, поєдинки в ближньому бою, водіння). Другорядні можуть застосовуватися гравцем за певних умов, наприклад, після того, як ігровий персонаж досягає деякого рівня майстерності.